# Music from the Motion Picture Pulp Fiction
Music from the Motion Picture Pulp Fiction é a trilha sonora do filme Pulp Fiction, de Quentin Tarantino, lançado em 1994. Não foi feita uma trilha sonora tradicional para o filme, que contém uma mistura de rock and roll, surf music, pop e soul estadunidense. A trilha sonora é igualmente não-tradicional, contendo nove músicas do filme, quatro faixas de fragmentos de diálogos seguidos de uma música, e três faixas contendo somente diálogos. Seis músicas que apareceram no filme não foram incluídas na trilha, de 41 minutos.
O álbum alcançou a 21ª posição na Billboard 200. O single, um cover da banda Urge Overkill para "Girl, You'll Be a Woman Soon", de Neil Diamond, atingiu a 59ª posição.

## Lista de músicas
1. "Pumpkin e Honney Bunny" (diálogo) / "Misirlou" (Dick Dale & His Del-Tones)
2. "Royale with Cheese" (diálogo)
3. "Jungle Boogie" (Kool & the Gang)
4. "Let's Stay Together" (Al Green)
5. "Bustin' Surfboards" (The Tornadoes)
6. "Lonesome Town" (Ricky Nelson)
7. "Son of a Preacher Man" (Dusty Springfield)
8. "Zed's Dead, Baby" (diálogo) / "Bullwinkle Part II" (The Centurions)
9. "Jackrabbit Slim's Twist Contest" (diálogo) / "You Never Can Tell" (Chuck Berry)
10. "Girl, You'll Be a Woman Soon" (Urge Overkill)
11. "If Love Is a Red Dress (Hang Me in Rags)" (Maria McKee)
12. "Bring Out The Gimp" (diálogo) / "Comanche" (The Revels)
13. "Flowers on the Wall" (The Statler Brothers)
14. "Personality Goes a Long Way" (diálogo)
15. "Surf Rider" (The Lively Ones)
16. "Ezekiel 25:17" (diálogo)